# Vlag van Edam-Volendam
De vlag van Edam-Volendam werd  door de gemeente Edam-Volendam als gemeentelijke vlag aangenomen, na de fusie met de gemeente Zeevang. Het is een witte logovlag met daarop een gestileerd schild waarnaast de woorden Gemeente Edam Volendam. Logovlaggen worden niet opgenomen in het vlaggenregister van de Hoge Raad van Adel omdat ze zich niet aan de regels van de vlaggenkunde houden. Deze vlag symboliseert de fusie tussen de twee gemeenten.

## Geschiedenis
De voormalige vlag van Edam-Volendam werd op 28 augustus 1986 door de toenmalige gemeente Edam-Volendam als gemeentelijke vlag aangenomen. Deze vlag gebruikte dezelfde kleuren als de voorgaande vlag, maar dan in horizontale banen. 
De eerste vlag werd op 21 mei 1981 aangenomen en was vormgegeven als een geus, dus kruiswijs in vieren gedeeld. Over de twee kwartieren aan de zijkanten van de vlag liep een witte baan met daarop de wapendieren van Edam en Volendam. Aan de broekingzijde de stier van Edam en aan de vluchtzijde het veulen van Volendam. Het kwartier aan de bovenzijde van de vlag was groen, aan de broekingzijde rood, de vluchtzijde oranje en aan de onderzijde zwart. Rood en groen zijn de kleuren van Edam, oranje en zwart die van Volendam.
De tweede vlag maakt gebruik van dezelfde kleuren als de oude vlag, echter zijn alle kleuren verworden tot een horizontale baan per kleur. De vlag bestaat uit vijf banen in de kleuren rood-groen-wit-oranje-zwart, in de verhoudingen 2:1:1:1:2. De witte baan symboliseert de voormalige rivier, de IJe (ook wel E genoemd), die de plaatsten verbond.

## Verwante afbeeldingen
De kleuren van de vlag uit 1986 zijn afkomstig uit de wapens van Edam en Volendam. De gemeente Edam-Volendam voerde tot de fusie met Zeevang als logo een combinatie van beide wapens.

De wapens van Edam en Volendam
Vlag van Edam, officieus
Vlag van Edam, 1667
Vlag van Edam, 1669-1670